# Chegitun

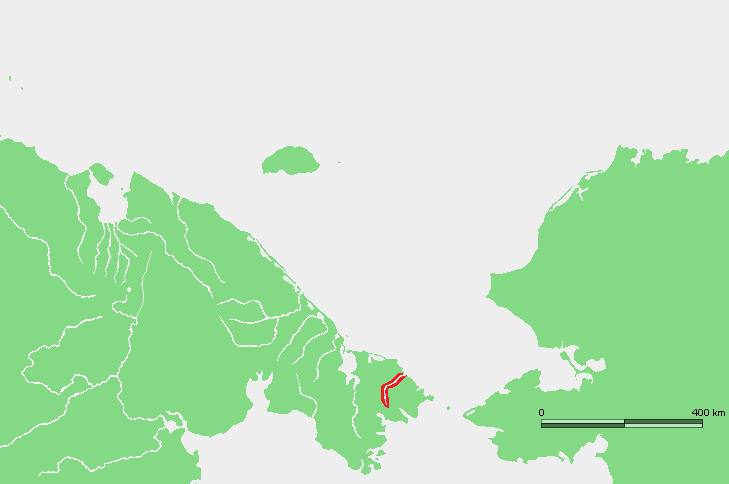
vị trí của the Chegitun River course.

Chegitun là một sông tại bán đảo Chukotka ở Viễn Đông Nga. Đây là sông cực đông chảy vào biển Chukotka từ phía Siberi, và cũng là sông cực đông của lục địa Á-Âu.
Lưu vực sông thuộc lãnh thổ khu tự trị Chukotka của Nga. Trên dòng chảy của sông có cá hồi chấm hồng Bắc Cực, cá hồi Xibia, và cá hồi Dolly Varden.
Sông Chegitun chảy theo hướng đông bắc và qua Vòng Bắc Cực một vài dặm trước khi đổ ra biển. Gần cửa sông có một ngôi làng nhỏ là Chegitun; các làng Inchoun và Uelen nằm không xa về phía bờ biển.